# L'Express (Neuchâtel)
L'Express var en schweizisk regional dagstidning utgiven i Neuchâtel. Den hade sitt ursprung i den 1738 grundades Feuille d'avis de Neuchatel och blev med tiden världens äldsta franskspråkiga dagstidning. Den fusionerade 2018 med tidningen L'Impartial för att bilda ArcInfo.
Det första numret av Feuille d’Avis de Neuchâtel kom den 2 oktober 1738. 1891 grundades dagstidningen L’Express de Neuchâtel. Från 1963 blev L’Express de Neuchâtel en kvällsavläggare till Feuille d’Avis de Neuchâtel. De båda tidningarna fusionerade sedan år 1971. Den sammanslagna tidningen kallades FAN-L’Express fram till den 21 september 1988 när det kortades till enbart L'Express.
År 1992 inleddes ett samarbete med L’Impartial som gavs ut i La Chaux-de-Fonds i kantonens norra del. Samarbetet fördjupades under de följande decennierna kring tryckning, innehåll och gemensamt ägande. Man började även samarbeta med Le Journal du Jura och införde i februari 2007 det gemensamma firmanamnet Arc Presse i tidningshuvudet. År 2008 lanserades en gemensam webbplats med den lokala TV-kanalen Canal Alpha kallad ArcInfo.ch. Den 23 januari 2018 slogs L'Express och L'Impartial ihop under det nya namnet ArcInfo.